# Enrique Mesquita
Enrique Mesquita (Rio de Janeiro, 1836 – ?) fou un músic brasiler.
Estudià en el Conservatori de la seva ciutat natal i després a París, on es donà a conèixer per una sèrie de composicions titulades Les soirées breziliennes, que es popularitzaren al Brasil i a França. El 1869 fou nomenat director d'orquestra del teatre Fènix i més tard professor de l'Institut Nacional de Música.
Entre les òperes còmiques que va compondre, destaquen: Une nuit au chateau, Ali-aba, Princesa Flor de Maio, Coroa de Carlos Magno, Vampiro, Loteria do diabo o Gata borratheira.